# Jararaca-d'água
Helicops leopardinus é o nome científico de uma serpente da família dos colubrídeos, vulgarmente designada como cobra-d'água, piraguara, piriguara ou jararaca-d'água. Distribui-se das Guianas até ao norte da Argentina. O dorso é castanho-escuro, com manchas negras. Mede menos de 1 metro de comprimento, em geral. A sua mordidela pode provocar danos nos tecidos, não devido a qualquer veneno, mas à presença de enzimas digestivas na boca das serpentes.
A serpente foi inicialmente classificada por Schlegel como Homalopsis leopardina, e por Boulenger como Helicops leopardinus.